# HD 45137
HD 45137，又名BD+02 1227，SAO 113868、HR 2315，是一颗恒星，视星等为6.51，位于銀經207.97，銀緯-4.66，其B1900.0坐标为赤經6h 20m 33.8s，赤緯+2° -4.66′ 42″。